# Szubieniczna (Kotlina Kłodzka)
Szubieniczna (niem. Galgenberg), dawniej Góra Kostnica – wzniesienie 412 m n.p.m. w południowo-zachodniej Polsce, w Sudetach Środkowych, w Kotlinie Kłodzkiej.

## Położenie
Wzniesienie położone w Sudetach Środkowych, we Wzgórzach Rogówki, we wschodnim krańcu Kotliny Kłodzkiej około 0,7 km na południe od centrum miejscowości Jaszkowa Górna.			

## Charakterystyka
Szubieniczna jest niewielkim wzniesieniem Wzgórz Rogówki, górującym od południowej strony nad miejscowością Jaszkowa Górna. Wyrasta na końcowym fragmencie ciągnącego się południkowo niewielkiego grzbietu Wzgórz Rogówki. Wznosi w kształcie wyraźnej kopuły z łagodnymi zboczami, w niewielkiej odległości od bliźniaczego wzniesienia Wygon (425 m n.p.m.), położonego po zachodniej stronie, od którego oddzielona jest niewielkim siodłem. Podłoże wzniesienia zbudowane jest z granitoidów masywu kłodzko-złotostockiego, głównie z granodiorytów amfibolowych. Szczyt i zbocza wzniesienia pokrywa warstwa młodszych osadów z okresu zlodowaceń plejstoceńskich - osadów powstałych w chłodnym, klimacie peryglacjalnym. Szczyt wzniesienia, oraz w znikomej części zbocza, pokryte są lasem mieszanym; pozostałą część zboczy zajmują pola uprawne i łąki. Nieliczne ciągi drzew i krzaków rosnące na zboczach wyznaczają dawne miedze i polne drogi. U podnóża wzniesienia, po północnej stronie, położona jest niewielka wieś Jaszkowa Górna. Położenie wzniesienia, kształt i wyraźna część szczytowa, czynią wzniesienie rozpoznawalnym w terenie.

## Historia
Wzniesienie ze względu na bliskie położenie od kościoła w zamierzchłych czasach wybrano za miejsce straceń. Szubieniczna była miejscem egzekucji publicznych, znajdowała się tam dominująca nad okolicą szubienica, od której też wzniesienie przejęło nazwę.	

## Turystyka
Na szczyt nie prowadzi szlak turystyczny.